# Discografie van Ashafar
Hieronder volgt de discografie van de Nederlandse rapper Ashafar, met name zijn albums en zijn nummers met een notering in een hitlijst. 

## Albums
| Album                                           | Verschijnen       | Label                | Hitlijsten | Hitlijsten | Hitlijsten | Hitlijsten | Opmerkingen                     |
| Album                                           | Verschijnen       | Label                | BE (VL)    | BE (VL)    | NL         | NL         | Opmerkingen                     |
| Album                                           | Verschijnen       | Label                | Piek       | Weken      | Piek       | Weken      | Opmerkingen                     |
| ----------------------------------------------- | ----------------- | -------------------- | ---------- | ---------- | ---------- | ---------- | ------------------------------- |
| Aanslag                                         | 13 oktober 2017   | Zonamo Entertainment | —          | —          | 12         | 4          | Studioalbum                     |
| Takeover                                        | 11 mei 2018       | Zonamo Entertainment | 96         | 2          | 23         | 2          | Studioalbum                     |
| Asha                                            | 19 april 2019     | Hella Cash           | 17         | 16         | 2          | 23         | Studioalbum / Goud in Nederland |
| La vie                                          | 18 september 2019 | Hella Cash           | 12         | 9          | 3          | 14         | Studioalbum / Goud in Nederland |
| Hella Cash gang vol. 2 (met Josylvio en Moeman) | 13 maart 2020     | Hella Cash           | 19         | 7          | 3          | 8          | Studioalbum                     |
| Mocro sh*t                                      | 18 september 2020 | Hella Cash           | 8          | 7          | 4          | 9          | Studioalbum                     |
| Etappes                                         | 12 november 2021  | Hella Cash           | 44         | 3          | 11         | 5          | Studioalbum / Goud in Nederland |

## Nummers met notering(en) in een hitlijst
| Lied                                                         | Verschijnen       | Album                               | Hitlijsten | Hitlijsten | Hitlijsten  | Hitlijsten  | Hitlijsten   | Hitlijsten   | Opmerkingen                       |
| Lied                                                         | Verschijnen       | Album                               | BE (VL)    | BE (VL)    | NL (Top 40) | NL (Top 40) | NL (Top 100) | NL (Top 100) | Opmerkingen                       |
| Lied                                                         | Verschijnen       | Album                               | Piek       | Weken      | Piek        | Weken       | Piek         | Weken        | Opmerkingen                       |
| ------------------------------------------------------------ | ----------------- | ----------------------------------- | ---------- | ---------- | ----------- | ----------- | ------------ | ------------ | --------------------------------- |
| Streets (met Josylvio, Moeman, Hef, Adje, JoeyAK en LaFunky) | 2 november 2018   | Hella Cash gang vol. 1              | —          | —          | —           | —           | 28           | 2            |                                   |
| Andale (met Josylvio en Mario Cash)                          | 2 november 2018   | Hella Cash gang vol. 1              | —          | —          | —           | —           | 82           | 1            |                                   |
| Panamera                                                     | 15 maart 2019     | Asha                                | tip18      | —          | —           | —           | 23           | 28           | Platina in Nederland              |
| Rockstar                                                     | 12 april 2019     | Asha                                | tip        | —          | —           | —           | 55           | 2            |                                   |
| Lamborghini (met Josylvio)                                   | 2 augustus 2019   | La vie                              | —          | —          | —           | —           | 8            | 8            | Goud in Nederland                 |
| Wayway                                                       | 2 augustus 2019   | La vie                              | tip44      | —          | —           | —           | 27           | 4            |                                   |
| Scherp (met Kevin)                                           | 13 september 2019 | La vie                              | tip31      | —          | tip11       | —           | 16           | 6            |                                   |
| Ta mere (met Riffi)                                          | 18 september 2019 | La vie                              | tip        | —          | —           | —           | 42           | 2            |                                   |
| Perkies                                                      | 18 september 2019 | La vie                              | —          | —          | —           | —           | 83           | 1            |                                   |
| Gooische G                                                   | 18 september 2019 | La vie                              | —          | —          | —           | —           | 92           | 1            |                                   |
| Schuif (met La$$a, Sjaak en Young Ellens)                    | 18 oktober 2019   | Ka$$a (van La$$a)                   | —          | —          | —           | —           | 38           | 6            | Goud in Nederland                 |
| Leven (met Jack)                                             | 1 november 2019   | Plan A deluxe (van Jack)            | —          | —          | —           | —           | 50           | 4            |                                   |
| Wij rulen de nacht (met Bizzey en Ramiks)                    | 15 november 2019  | —                                   | —          | —          | —           | —           | 86           | 1            |                                   |
| Walou (met Sevn Alias)                                       | 28 november 2019  | Twenty four sevn 4 (van Sevn Alias) | —          | —          | —           | —           | 57           | 1            |                                   |
| Dinero (met 3robi)                                           | 13 december 2019  | —                                   | tip        | —          | —           | —           | 49           | 1            |                                   |
| Ewa (met Josylvio)                                           | 24 januari 2020   | Hella Cash gang vol. 2              | tip        | —          | tip6        | —           | 19           | 5            |                                   |
| Mama bid (met Josylvio, Moeman en KA)                        | 28 februari 2020  | Hella Cash gang vol. 2              | tip        | —          | —           | —           | 38           | 3            |                                   |
| Guala (met Josylvio, Moeman en KA)                           | 12 maart 2020     | Hella Cash gang vol. 2              | —          | —          | —           | —           | 74           | 1            |                                   |
| Mess (met Jack)                                              | 26 maart 2020     | Mocro Maffia II soundtrack          | —          | —          | —           | —           | 85           | 1            |                                   |
| Medellin (met Larry)                                         | 3 april 2020      | —                                   | tip        | —          | —           | —           | 57           | 2            |                                   |
| Nooit thuis (met Boef)                                       | 12 juni 2020      | Allemaal een droom (van Boef)       | tip11      | —          | 31          | 3           | 1 (1 wk)     | 16           | Goud in Nederland                 |
| Ferrari                                                      | 26 juni 2020      | Mocro sh*t                          | tip        | —          | —           | —           | 41           | 2            |                                   |
| Mocro sh*t                                                   | 31 juli 2020      | Mocro sh*t                          | tip20      | —          | tip8        | —           | 20           | 11           | Goud in Nederland                 |
| Coca (met Mula B)                                            | 4 september 2020  | Mocro sh*t                          | tip        | —          | —           | —           | 39           | 3            |                                   |
| Bye bye bye (met SRNO en Lijpe)                              | 17 september 2020 | Mocro sh*t                          | —          | —          | —           | —           | 44           | 2            |                                   |
| Scooter (met Yssi SB, Qlas & Blacka en ADF Samski)           | 23 oktober 2020   | Nooit gedacht (van Yssi SB)         | tip3       | —          | tip1        | —           | 1 (2 wkn)    | 13           | Goud in Nederland                 |
| Barrio (met Morad)                                           | 12 februari 2021  | Etappes                             | tip        | —          | —           | —           | 61           | 1            |                                   |
| Nike Tech (met Mula B, Josylvio, 3robi en JoeyAK)            | 12 maart 2021     | Etappes                             | tip10      | —          | tip8        | —           | 11           | 15           | Goud in Nederland en in België    |
| AMS - BCN (met Morad)                                        | 9 juli 2021       | Etappes                             | —          | —          | —           | —           | 46           | 3            |                                   |
| Tot laat (met Boef en SRNO)                                  | 10 september 2021 | Etappes                             | —          | —          | tip20       | —           | 19           | 5            |                                   |
| Ruig                                                         | 29 oktober 2021   | Etappes                             | —          | —          | —           | —           | 73           | 1            |                                   |
| Givenchy (met Dopebwoy en SRNO)                              | 12 november 2021  | Etappes                             | —          | —          | —           | —           | 64           | 1            |                                   |
| Voor jou (met Lijpe en Trobi)                                | 25 november 2021  | —                                   | —          | —          | —           | —           | 58           | 1            |                                   |
| Amsterdam (met Cristian D, $hirak en Brysa)                  | 14 januari 2022   | —                                   | 29         | 15         | 18          | 8           | 1 (6 wkn)    | 28           | Platina in Nederland en in België |
| Parapapa                                                     | 21 januari 2022   | —                                   | —          | —          | —           | —           | 92           | 1            |                                   |
| Cantona (met 3robi)                                          | 4 februari 2022   | —                                   | —          | —          | —           | —           | 79           | 1            |                                   |
| Wishlist (met Ronnie Flex en Trobi)                          | 17 februari 2022  | —                                   | —          | —          | —           | —           | 40           | 2            |                                   |
| Ik hoor je (met Ice, Dystinct en Yam)                        | 27 maart 2022     | —                                   | —          | —          | —           | —           | 100          | 1            |                                   |
| Zo diep                                                      | 22 mei 2022       | —                                   | —          | —          | —           | —           | 50           | 1            |                                   |
| Maffia (met Baby Gang)                                       | 29 juli 2022      | —                                   | —          | —          | tip23       | —           | —            | —            |                                   |
| Zidane (met KA)                                              | 9 februari 2023   | —                                   | —          | —          | tip19       | —           | 39           | 3            |                                   |
| Wie (met Lijpe en Mula B)                                    | 2 maart 2023      | —                                   | —          | —          | —           | —           | 31           | 3            |                                   |
| African boy (met Josylvio en Dopebwoy)                       | 18 juni 2023      | —                                   | —          | —          | —           | —           | 62           | 2            |                                   |
| Tanger (met Lijpe en Henkie T)                               | 28 december 2023  | —                                   | —          | —          | tip18       | —           | 62           | 1            |                                   |
| Flash (met Chahid)                                           | 6 juni 2024       | —                                   | —          | —          | —           | —           | tip12        | —            |                                   |
| Lamine Yamal (Mocro Yunk)                                    | 27 oktober 2024   | —                                   | —          | —          | —           | —           | tip17        | —            |                                   |
| Supreme (met Leblanc)                                        | 13 juni 2025      | —                                   | —          | —          | —           | —           | tip28        | —            |                                   |